# إركولي الثاني ديستي
إركولي الثاني ديستي (فيرارا ، 4 أبريل 1508 - فيرارا ، 3 أكتوبر 1559) رابع دوقات فيرارا ومودينا و ريدجو (1534-1559).
ابن ألفونسو الأول ولوكريسيا بورجا ، حفيد إركولي الأول والبابا إسكندر السادس ، تزوج في سنة 1528 من ريني فالوا أورليان ابنة الملك لويس الثاني عشر لضمان التوجه الفرنسي لألفونسو.